# Rio Sor (Galiza)
O rio Sor, é um rio da Galiza, da vertente cantábrica. Tem um curso de 49 km que separa as províncias da Corunha e de Lugo e desagua no mar Cantábrico.